# 冯建国
冯建国（1970年1月14日—），出生于山东省济南市，是已经退役的中国职业足球运动员，职业生涯曾经效力于山东鲁能队和天津泰达队。

## 职业生涯
冯建国于1989年进入山东青年队，1993赛季进入山东一线队。自1994赛季起代表山东济南泰山队征战甲A联赛，凭借出色的身体素质占据主力右后卫的位置。曾在1996赛季对阵上海申花的比赛中打入一记惊世骇俗的远射。1999赛季转会至天津泰达队，身披2号球衣担任主力右后卫；2000赛季由于年岁偏大状态下滑，其主力位置被回归天津的旧将梁宇所取代。2001赛季回归山东鲁能队，但并没有得到太多出场机会，赛季结束后退役。